# 崖州区
崖州区（黎语：Dzaizous）是中华人民共和国海南省三亚市的一个市辖区，位于海南省三亚市西部，原名崖城镇（黎语：Ngaeisdias），为宋代以来崖州的治所。总面积347平方公里，总人口约12万人，其中少数民族族人口约3万人。區人民政府駐崖州大道1號。

## 历史
2014年2月11日，国务院批复三亚市撤六镇新设四区，分别为吉阳区（撤销原河东区、吉阳镇、亚龙湾管委会）、崖州区（撤销原崖城镇）、天涯区（撤销原河西区、凤凰镇、天涯镇、三亚湾管委会，保留育才镇）、海棠区（撤销原海棠湾镇、海棠湾管委会）。
2019年3月，崖城镇位列第一批革命文物保护利用片区分县名单。

## 人文
- 崖州民歌

## 行政区域
- 社区：东关社区、雀信社区、东京社区、中和社区、龙港社区、文明社区、梅联社区。
- 行政村：城东村、拱北村、崖城村、城西村、水南村、大蛋村、南山村、抱古村、北岭村、赤草村、港门村、乾隆村、临高村、保平村、盐灶村、海棠村、梅东村、长山村、凤岭村、三千米村、梅西村、三更村、镇海村、雅安村。

## 人口
根據第七次人口普查數據，截至2020年11月1日零時，崖州區常住人口為116895人。

## 交通
- 海南环线高速、 225国道过境。
- 海南西环高速铁路：崖州站、
- 海南西環鐵路：南山北站、崖州站

## 风景名胜
- 南山寺
- 大小洞天

## 中国传统村落
2012年，保平村被评为首批“中国传统村落”。